# Moose River
Moose River és una població dels Estats Units a l'estat de Maine (EUA). Segons el cens del 2000 tenia 219 habitants.

## Demografia
Segons el cens del 2000, Moose River tenia 219 habitants, 81 habitatges, i 54 famílies. La densitat de població era de 2,1 habitants/km².
Dels 81 habitatges en un 34,6% hi vivien nens de menys de 18 anys, en un 59,3% hi vivien parelles casades, en un 3,7% dones solteres, i en un 33,3% no eren unitats familiars. En el 23,5% dels habitatges hi vivien persones soles el 6,2% de les quals corresponia a persones de 65 anys o més que vivien soles. El nombre mitjà de persones vivint en cada habitatge era de 2,46 i el nombre mitjà de persones que vivien en cada família era de 3,02.
Per edats la població es repartia de la següent manera: un 24,7% tenia menys de 18 anys, un 4,6% entre 18 i 24, un 26,5% entre 25 i 44, un 26% de 45 a 60 i un 18,3% 65 anys o més.
L'edat mediana era de 42 anys. Per cada 100 dones de 18 o més anys hi havia 108,9 homes.
La renda mediana per habitatge era de 31.042 $ i la renda mediana per família de 43.214 $. Els homes tenien una renda mediana de 27.159 $ mentre que les dones 20.833 $. La renda per capita de la població era de 13.644 $. Entorn del 7,1% de les famílies i el 7,3% de la població estaven per davall del llindar de pobresa.